# 清津バス工場
清津バス工場は、朝鮮民主主義人民共和国咸鏡北道清津市にある、自動車生産工場である。

## 概要
清津市にあるバス工場で、平壌無軌道工場と並ぶ生産力、生産量を誇るといわれる。